# Eneoptera spodios
Eneoptera spodios är en insektsart som beskrevs av Otte, D. 2006. Eneoptera spodios ingår i släktet Eneoptera och familjen syrsor. Inga underarter finns listade i Catalogue of Life.